# Salvizinet
Salvizinet é uma comuna francesa na região administrativa de Auvérnia-Ródano-Alpes, no departamento de Loire. Estende-se por uma área de 10,84 km². Em 2010 a comuna tinha 622 habitantes (densidade: 57,4 hab./km²).